# Nieste
Nieste es un municipio situado en el distrito de Kassel, en el estado federado de Hesse (Alemania). Su población estimada a finales de 2016 era de 1942 habitantes.
Se encuentra ubicado al norte del estado, cerca de la orilla del río Weser, y de la frontera con los estados de Baja Sajonia y Renania del Norte-Westfalia.